# Duruelo de la Sierra
Duruelo de la Sierra ist ein Ort und gleichzeitig das Zentrum einer zur bevölkerungsarmen Serranía Celtibérica gehörenden Gemeinde (municipio) mit 1.026 Einwohnern (Stand: 2024) in der spanischen Provinz Soria in der Autonomen Gemeinschaft Kastilien-León. Die Gemeinde gehört zum Bistum Osma-Soria.

## Lage
Der Ort Duruelo de la Sierra liegt ca. 10 km südwestlich des 2228 m hohen Pico de Urbión am Oberlauf des Duero in der kargen Berglandschaft im äußersten Nordwesten der Provinz Soria nahe den Grenzen zur Provinz Burgos und zur Region La Rioja in einer Höhe von ca. 1200 m. Die Provinzhauptstadt Soria befindet sich etwa 55 km (Fahrtstrecke) südöstlich. Das Klima ist rau, manchmal auch gemäßigt bis warm; Regen (ca. 625 mm/Jahr) fällt übers Jahr verteilt.

## Bevölkerungsentwicklung
| Jahr      | 1857 | 1900 | 1950  | 2000  | 2018  |
| Einwohner | 551  | 530  | 1.199 | 1.452 | 1.111 |

Duruelo de la Sierra ist einer von nur wenigen Bergorten der Provinz Soria mit wachsender bzw. annähernd gleichbleibender Einwohnerzahl.

## Wirtschaft
Duruelo de la Sierra liegt an der ehemaligen und auch heute noch genutzten Straße zwischen Soria und Burgos. Über die sonst übliche Selbstversorgungswirtschaft hinaus kamen folglich auch Waren und Gedanken in die Kleinstadt, in der sich Händler, Handwerker und Dienstleister niederließen. Heute spielt auch der Sommertourismus eine nicht unbedeutende Rolle im Wirtschaftsleben der Gemeinde.

## Geschichte
In der Region finden sich bronzezeitliche sowie keltiberische Spuren. Römer, Westgoten und Mauren haben dagegen keine archäologisch verwertbaren Spuren hinterlassen. Um das Jahr 900 wurde die nur dünn besiedelte und hauptsächlich von Wanderhirten aufgesuchte Gegend von den Christen zurückerobert (reconquista). Danach besiedelten Zuwanderer aus dem Norden aber auch aus dem Süden (Mozaraber) der Iberischen Halbinsel die Region.

## Sehenswürdigkeiten
- Die Kirche San Miguel Arcángel ist dem Erzengel Michael geweiht; es ist ein einschiffiger Bau mit Resten einer Vorgängerkirche und einem auf der Südseite befindlichen Glockenturm (campanario); der Haupteingang befindet sich ebenfalls auf der Südseite. Bei Ausgrabungsarbeiten wurden im Umfeld der Kirche mehrere Sarkophage und in den Fels gehauene Steinkistengräber aus der Zeit des 9. bis 12. Jahrhunderts entdeckt.[5]

Umgebung
- Hauptziel von Ausflügen und Wanderungen in der Umgebung ist die etwa 8 km nördlich des Ortes gelegene Felslandschaft von Castroviejo.[6][7]
- In der nahegelegenen Felshöhle der Cueva Serena befindet sich ein kleiner aber beständiger Wasserfall (cascada).